# 台灣筆會
台灣筆會是一個台灣文學組織，1987年1月18日成立，創立宗旨為確保創作自由、闡揚台灣文化、促進國際交流。會長多由小說家或詩人輪流擔任，歷任七屆會長依序是楊青矗、陳千武、鍾肇政、李敏勇、李魁賢、鄭清文、李喬。在李喬任內，台灣筆會完成了社團法人登記，正式成為全國性社團。2002年組織改革，醫生詩人曾貴海在會員推選下出任第八屆理事長（舊稱會長），並由同為醫生詩人的鄭炯明出任秘書長。台灣筆會成立後，陸續規劃《筆會月報》、《台灣筆會專欄》，並舉辦推薦本土好書、編輯台灣文學年選集等活動。台灣筆會曾經聯合二十個文化團體，主導推動大專院校籌設台灣文學系，促使真理大學於1997年獲准設立台灣文學系。
台灣筆會曾向國際筆會申請入會但遭拒絕，原因是較早成立的中華民國筆會（簡稱中國筆會）已是會員，且一個地區僅允許一個筆會會員登記的規定。作家巫永福曾提出：「中國筆會是中國化、大陸化，台灣筆會是本土化，兩者是不一樣的。」雖無法加入國際筆會，台灣筆會在其章程中仍定名為「國際筆會台灣總會」，以維護創作自由，堅持人本主義立場，熱愛本土精神，並加強國際聯繫和交流為目標，持續深耕台灣文學。

## 歷史
台灣筆會的成立，源自1986年12月7日李敏勇在《台灣文藝》年度大會上的提議，起初預計籌組的是「台灣文藝聯盟」，但編聯會有意成立「筆會」，雙方擔心人員重疊與分散，協議後結合兩者成立「台灣筆會」。1987年1月18日進行發起人會，籌備小組包含：大會工作組、會員事務組、國際聯絡組、地區聯絡組，邀請台灣作家聯署，於同年2月25日正式成立。台灣筆會成立的主要宗旨，「在於保障作家人權，締造台灣新文化。」成立時會員約160人，曾向國際筆會申請入會但遭拒絕，原因是中華民國筆會已是會員，單一地區只能有一筆會會員。
台灣筆會有鹽分地帶分會，但後期逐漸沒落。台灣筆會成立以來，致力推動台灣文學相關事務，發行機關誌《臺灣筆會通訊》，出版物包括《筆會月報》、《台灣筆會專欄》，並舉辦各種文學講座、研討會、工作坊，也在自立晚報和台灣時報設立專欄，刊載文章。並參與社會運動，聯合二十幾個文化團體，推動大專院校設立台灣文學系所。後期則是推動文學館的成立並每年評選十大好書，編輯台灣文學年選集等。

## 架構
台灣筆會籌備時以小組進行不同事物籌備，包含：大會工作組、會員事務組、國際聯絡組、地區聯絡組。正式成立後，組織幹部有：會長一名（2002年組織改革，會長改為理事長）、副會長一名、秘書長一名以及理事十三名，其餘為筆會會員。會長（理事長）由小說家或詩人輪流擔任，歷任七屆會長依次為楊青矗、陳千武、鍾肇政、李敏勇、李魁賢、鄭清文、李喬、曾貴海。

## 鹽分地帶分會
鹽分地帶分會為台灣筆會的第一個分會，在解嚴後成立，主要成員有黃勁連、黃崇雄、林芳年、羊子喬、林英良、陳艷秋、陳益裕、月中泉、黃三明、林財印、林神保、黃達人、梁錦德等。由於「鹽分地帶」這個區域的作家普遍具有強烈的本土意識，而1988年的台灣筆會會長是鹽分地帶這個區域出身的作家楊青矗，因此當地文友有意組織分會，來發揚台灣文學，並且繼承故鄉前輩作家（如：吳新榮、郭水潭、林芳年、王登山等人士）在日治時期組織「台灣文藝聯盟佳里支部」的精神--關懷鄉土、使當地文風興盛。不過，該分會活躍時間不長，沒有幾年就沉寂下來，形同解散。

## 重要活動
目前為止（2011/9/1），可從文建會所編的《光復後台灣地區文壇大事紀要》、《台灣文壇大事紀要（民國81~84年）》，以及歷年的台灣文學年鑑  ，查到該會從1987年創立到1995年結束這段期間，所舉辦的一些重要活動：
台灣筆會於1987年2月12日由一百多位作家發起，於台北市公館的耕莘文教院宣布成立。隔年在台南縣佳里鎮成立鹽分地帶分會，並舉辦「林宗源台語詩討論會」。1993年起舉辦第一屆台灣文藝營，邀請多位作家駐營：李喬、黃文雄、東方白、林明峪、李敏勇、向陽、林文義、陳明仁、陳謙等人。課程內容包括：台灣之歷史、歌謠、文化、小說、美術、電影、語言、劇場、以及原住民文學、詩、散文等。同年起，每年皆會公布台灣十大本土好書名書，並與前衛出版社合作，出版台灣文學選。
楊逵紀念館的籌建，台灣筆會也參與其中，1992年和鍾理和文教基金會主辦「楊逵、鍾理和回顧展」，1993舉辦「楊逵·生日快樂」系列活動，宣布楊逵紀念館籌建會成立。
台灣筆會成立以來，舉辦多場以台灣文學為主的講座和相關會議，講題多元，如：「鄉土文學論戰十年來總回顧」演講會（1987）、「二二八文學會議」（1989）、「黑名單」著作發表會（1992）、「女性文學」研討會（1996）、「散文、報導文學討論會」（2003）、「2004亞太文學論壇」等。

## 出版物

### 機關誌
- 台灣筆會，《臺灣筆會通訊》，2002年7月-   。

### 書籍
- 李魁賢/編，《一九九三年台灣文學選》，前衛出版社，1994年。
- 彭瑞金、許素蘭、李敏勇等人/編，《1994年臺灣文學選》，前衛出版社，1995年。
- 鄭清文/主編，《一九九五、一九九六年台灣文學選》，前衛出版社，1997年。
- 許素蘭、許欽賢/主編，《一九九七年》，前衛出版社，1998年。
- 陳玉玲/主編，《一九九八年台灣文學選》，前衛出版社，1999年。

## 相關詞條
- 重要成員：楊青矗、陳千武、鍾肇政、李敏勇、李魁賢、鄭清文、李喬、曾貴海、鄭炯明、林宗源、彭瑞金、莊柏林 、莫渝 、林央敏、陳秀喜、陳明仁。
- 八、九〇年代台灣文學本土陣營的出版社：前衛出版社、春暉出版社。
- 八、九〇年代台灣文學本土陣營的刊物：台文通訊、台灣文藝、文學台灣。
- 八、九〇年代台灣文學本土陣營的民間機構：楊逵紀念館、鍾理和文教基金會、台灣教授協會、賴和文教基金會、笠詩社。
- 八、九〇年代成為台灣文學本土陣營的文學空間的報刊：自立晚報、台灣時報、民眾日報。
- 中華民國筆會